# In (digramme)
Cette page contient des caractères spéciaux ou non latins. S’ils s’affichent mal (▯, ?, etc.), consultez la page d’aide Unicode.
Pour les articles homonymes, voir IN.
In (minuscule in) est un digramme de l'alphabet latin composé d'un I et d'un N. 

## Linguistique
- En français, il représente généralement le son [ɛ̃]. Devant m, b ou p, c'est le digramme « im » qui représente cette voyelle.
- En portugais, il représente [ĩ] devant une consonne.

## Représentation informatique
À la différence d'autres digrammes, il n'existe aucun encodage du « in » sous la forme d'un seul signe. Il est toujours réalisé en accolant les lettres I et N.